# Senneville-sur-Fécamp
Senneville-sur-Fécamp település Franciaországban, Seine-Maritime megyében. Lakosainak száma 875 fő (2022. január 1.). Senneville-sur-Fécamp Colleville, Életot, Fécamp és Sainte-Hélène-Bondeville községekkel határos.

## Népesség
A település népessége az elmúlt években az alábbi módon változott:
| Lakosok száma | 822  | 849  | 876  | 882  | 884  | 884  | 888  | 881  | 875  |
|               | 2013 | 2015 | 2016 | 2017 | 2018 | 2019 | 2020 | 2021 | 2022 |